# Dumitru Brătianu
Dumitru Brătianu (Pitești, 1818 – Bucarest, 8 giugno 1892) è stato un politico rumeno.
Partecipò ai moti del 1848 e fu primo ministro di Romania dal 22 aprile al 21 giugno 1881 e Ministro degli Affari Esteri dal 10 aprile all'8 giugno 1881. Era il fratello maggiore di Ion C. Brătianu, che lo rovesciò in soli due mesi. Oltre al suo impegno politico, Brătianu fondò diverse associazioni come "Societăţii pentru Învăţătura Poporului romana" (1839) o "Asociaţiei Literare a României" (1845).
Fu membro della Massoneria.